# 青柳文蔵
青柳 文蔵（あおやぎ ぶんぞう、宝暦11年（1761年） - 天保10年3月14日（1839年4月27日））は、仙台藩領磐井郡東山町（現在の岩手県一関市東山町松川）出身の江戸時代後期の商人。医師・小野寺三達の三男として生まれる。名は茂明、号は東里、近水楼主人。青柳文庫の名前の由来となった人物である。

## 概要
彼は清和源氏佐竹氏あるいは武田氏の後裔と称し、兄2人、姉3人の末子であった。父は私塾もやっていたので幼いころから和漢の書物に触れる機会を持っていた。18歳で江戸に出て、苦労しながら学問を続け、井上金峨に儒学を学んだ。その後、公事師として財をなすに至った。

## 青柳文庫
1831年（天保2年）、仙台藩に書籍2,885部、9,937冊、また100両を贈り、藩はこれを公開図書館として一般に供することとなり、これが日本の最初の公開図書館となる。仙台市青葉区一番町にその碑がある。

## 青柳倉

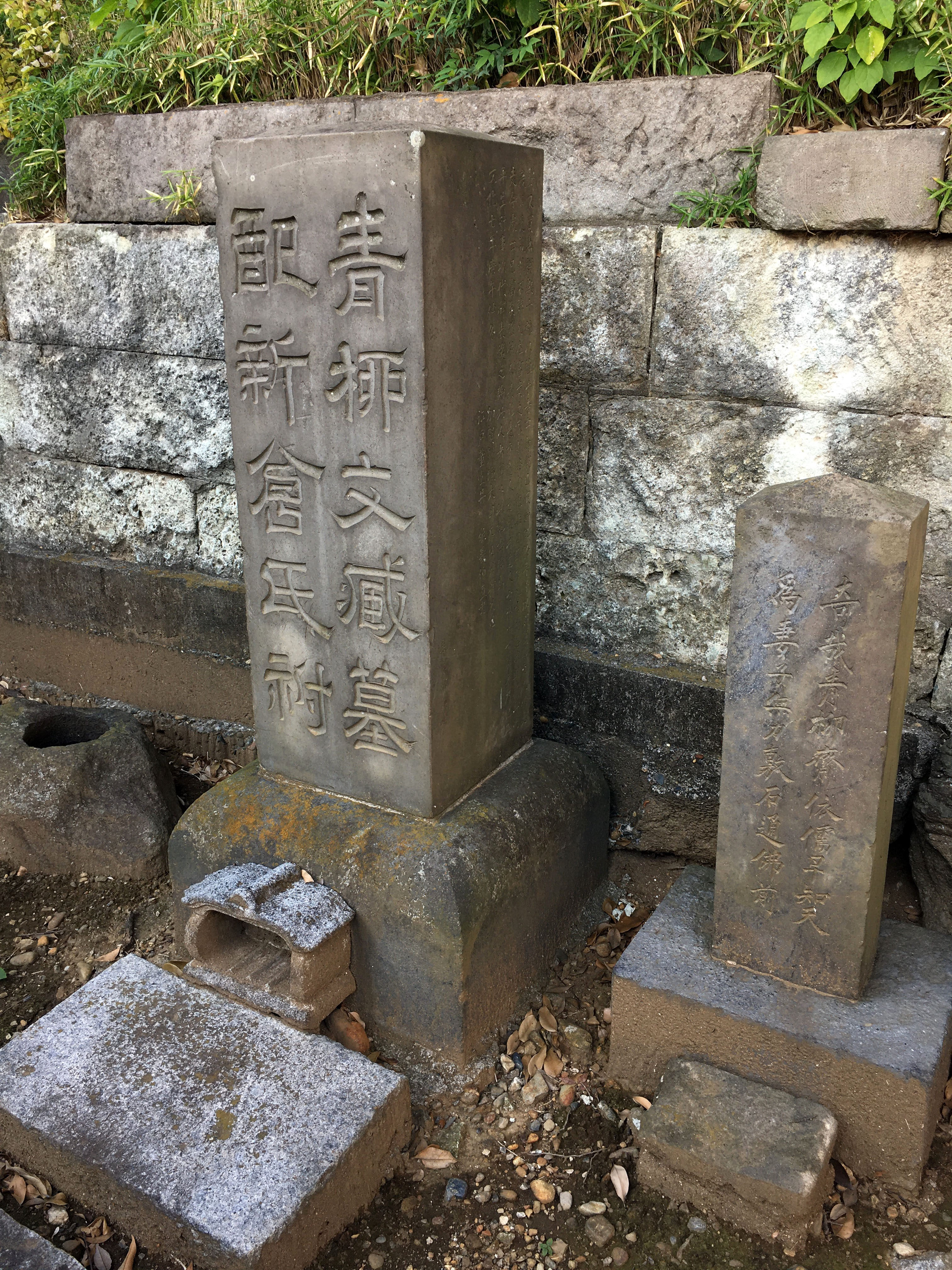
金乗院にある墓

また彼は郷里、松川に籾4,000石を収納できる蔵を建設、これは青柳倉と呼ばれ、その後まもなくの天保の大飢饉に際しては、人々を飢餓から救ったという。その場所に「青柳倉記」という碑が立てられている。彼の墓所は、東京都豊島区高田の金乗院にある。